# Nono catalogo di radiosorgenti di Cambridge
Il Nono catalogo di radiosorgenti di Cambridge è un catalogo astronomico di radiosorgenti a 15 GHz redatto in base alle osservazioni svolte dal gruppo Cavendish Astrophysics Group del laboratorio Cavendish dell'Università di Cambridge e pubblicato nel 2003. Il catalogo è stato originariamente realizzato per localizzare sorgenti radio che sono state interferire con le osservazioni utilizzando il Very Small Array, ma il catalogo si è dimostrata utile per altri programmi astronomici.
Le sorgenti sono catalogate 9CJHHMM + DDMM dove HHMM + DDMM sono le coordinate nel sistema J2000, ad esempio, 9CJ1510 4138.
Fu, dei cataloghi, l'ultimo e quello contenente gli oggetti emettenti a frequenza radio minore.